# رقمة لقلقية
الرقمة اللقلقية (باللاتينية: Erodium ciconium) نوع نباتي يتبع جنس الرقمة من الفصيلة الغرنوقية.

## الموئل والانتشار
موطنها بلاد الشام ومصر والمغرب العربي وحوض البحر الأبيض المتوسط ووسط أوروبا والقوقاز.

## مرادفات للاسم العلمي
- (باللاتينية: Geranium ciconium L.)
- (باللاتينية: Erodium cyconioides Tzvelev)
- (باللاتينية: Erodium gasparrinii Guss.)
- (باللاتينية: Erodium viscosum (Mill.) Steud.)